# Heterocopus leprosus
Heterocopus leprosus är en insektsart som beskrevs av Ludwig Redtenbacher 1906. Heterocopus leprosus ingår i släktet Heterocopus och familjen Heteropterygidae. Inga underarter finns listade i Catalogue of Life.